# Caruao
La parroquia Caruao es una de las 11 parroquias que conforman el municipio Vargas del estado La Guaira, al centro norte del país sudamericano de Venezuela.

## Historia
La parroquia de Caruao recibe su nombre actual por un líder indígena llamado Cacique Caruao o alternativamente llamado cacique Guaimacuare.Su colonización empieza en el siglo XVII cuando son traídos esclavos africanos para trabajar en las plantaciones locales, especialmente de Cacao y Caña de Azúcar.
 Inicialmente parte del Departamento Vargas del Distrito Federal, fue integrado al Territorio Federal Vargas en 1998 e incorporado al estado Vargas en 1999.
Su territorio no fue tan afectado por la tragedia de Vargas de 1999, como fueron otros sectores y parroquias, como lo fue Macuto, la zona más afectada por este desastre, aunque se vio golpeada también por aquel desastre de 1999, que daño gravemente casi toda economía del estado. En los últimos años hay proyectos gubernamentales (CORPOVARGAS) que progresivamente han recuperado los daños de ese hecho histórico.

## Geografía

### Ubicación
Frente al Mar Caribe, se trata de una de las más divisiones administrativas más grandes de esa región con 229 kilómetros cuadrados ocupando el tercer lugar en tamaño en el municipio después de la parroquia Naiguatá (241 km²) y la parroquia Carayaca (475 km²), ocupando el tercio oriental, al este de la parroquia Naiguatá y del municipio y estado Vargas y al norte y oeste del Estado Miranda. La Sabana es el centro administrativo de la parroquia.

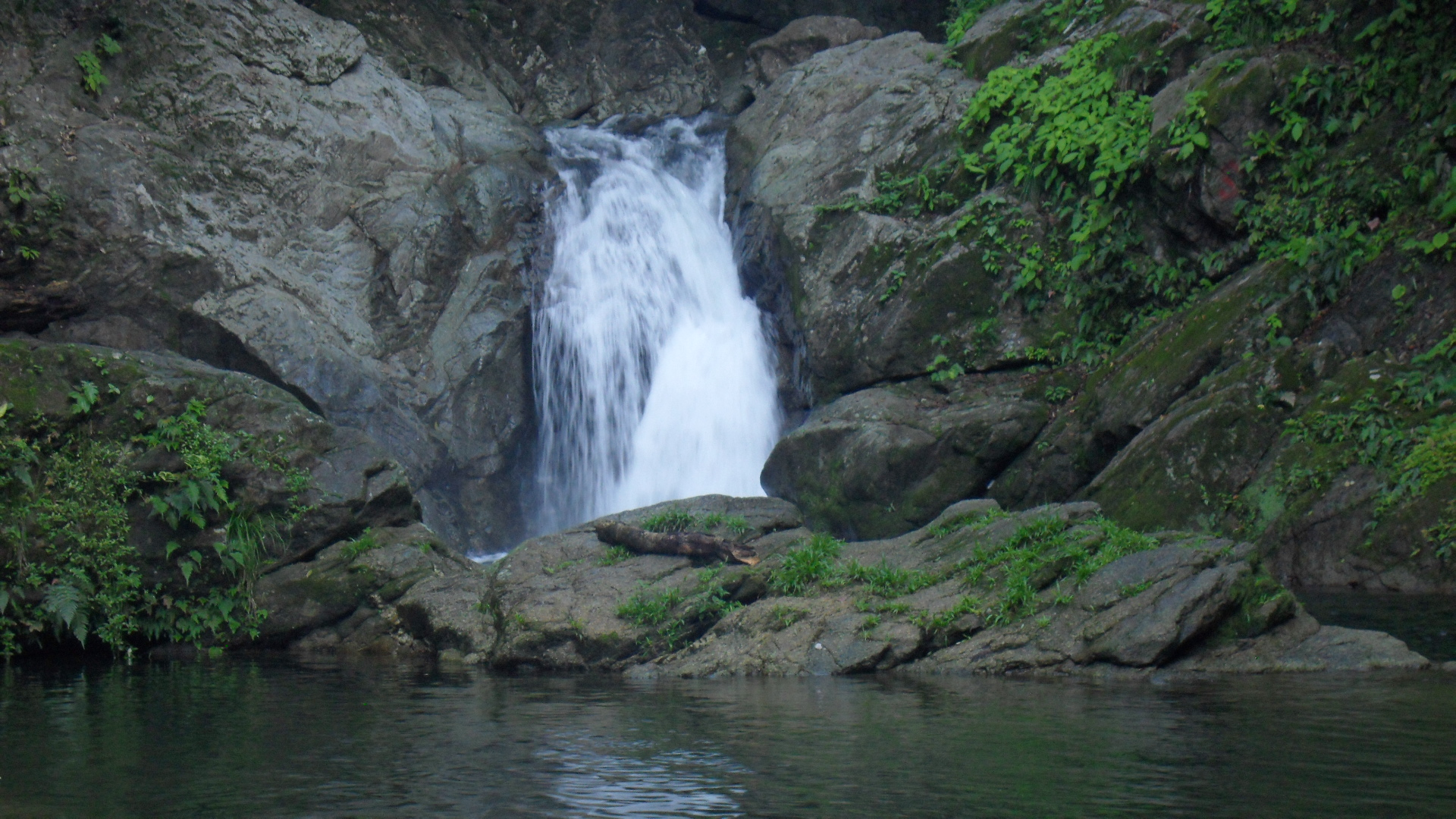
Pozo de El Cura, parroquia Caruao

### Hidrografía
Tres ríos bajan de la montaña cerca de Caruao, entre los que podemos citar: 
- Río Caruao: el río Caruao es el más caudaloso; recibe aguas del Río Aguas Calientes que nace en el Topo Portachuelo en alrededor de 900 m de altitud. En este río se encuentra el famoso Pozo El Cura, y más arriba de este está el salto "El Tobogan", con una excelente "piscina" natural de igual tamaño y los dos son profundos. El Pozo del Cura mide 13 m en la parte más profunda. A este lugar los jóvenes con Jeeps suelen subir por el mismo río, durante el verano, pero cuando empiezan las lluvias el nivel del río crece. Este río que es un afluyente del Río Caruao se llama
- Río Aguas Calientes, y frente a la Posada Caruao Aventuras y el Jardín Experimental del Capitán Harry Gibson estas aguas son realmente calientes, las llaman termales.

- Río Chuspa: En el Topo Portachuelo nace también el Río Chuspa que es el lindero del parque nacional del Ávila. El Río Caruao nace en el Topo La Mesa y Topo Cogollal en 1600 m s. n. m. Para los excursionistas de aventura es interesante saber que hay un sendero entre Araira y La Sabana, es largo y hay que pernoctar en la montaña.

### Demografía
En el censo de Venezuela de 1990 registró una poplación de 3961 habitantes, en el censo de 2011 esta cantidad había aumentado hasta los 6624 pobladores, y según estimaciones de 2023 tenía 7233 habitantes, lo que representa una pequeña disminución en los últimos años. En ella se ubican ciertas poblaciones como Caruao, La Sabana, Todasana, Osma, Oritapo y Chuspa, aunque también hay playas importantes con los mismos nombres de estas poblaciones.

## Cultura
Las manifestaciones culturales de la región están influenciadas por el origen africano de parte de la población. Se expresan en el uso de instrumentos musicales y fiestas tradicionales; tales como: Parrandas de San Juan (24 de junio), Velorio de Cruz (mayo), Parranda del Inocente (28 de Diciembre). Actualmente se desarrollan en esa región posadas, hoteles, spa, etc., que brindan al visitante una variedad de servicios.
En la población de Todasana se filmó la película venezolana Domingo de Resurrección en 1982.

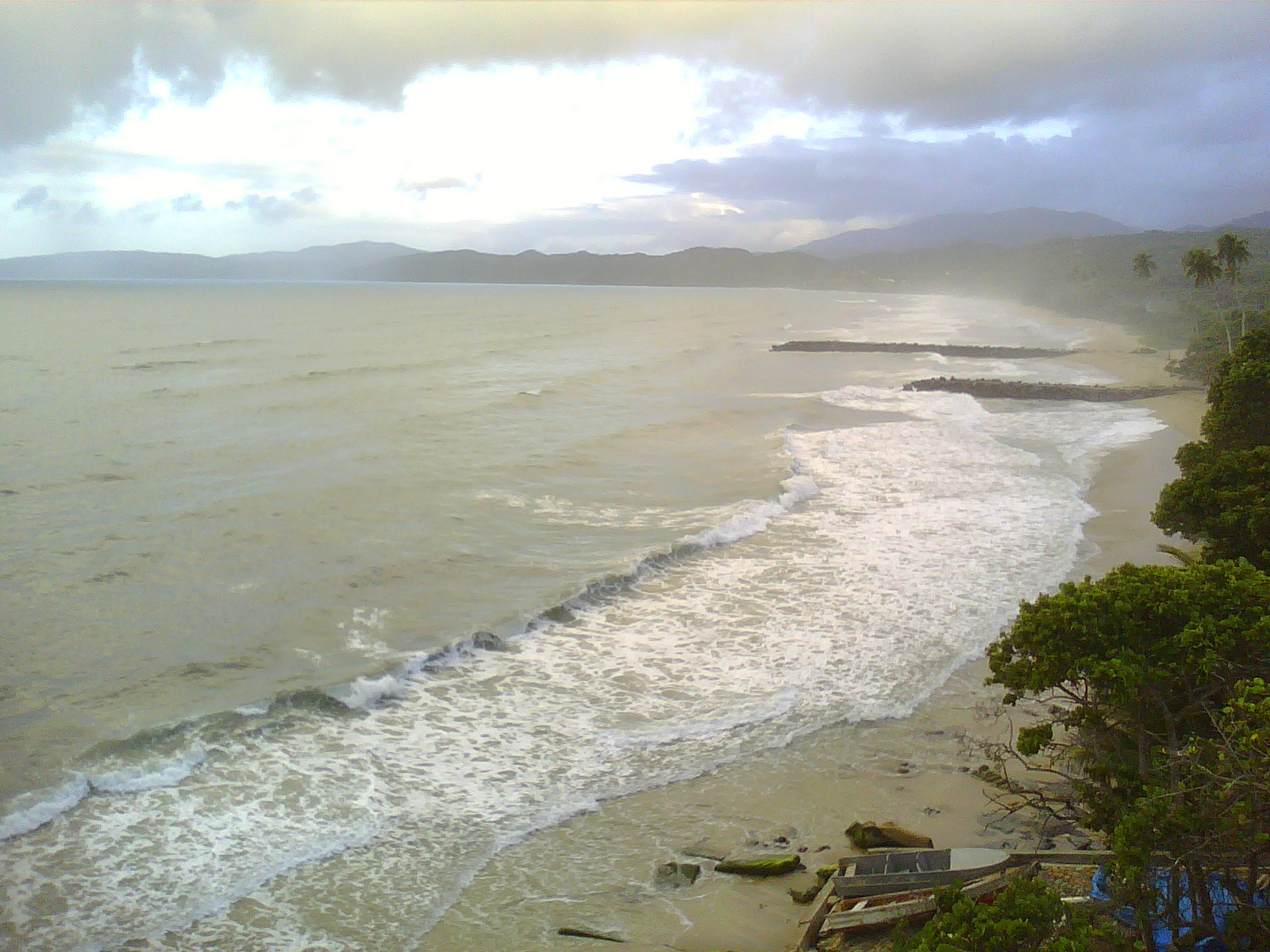
La Sabana, parroquia Caruao